# Dioscoride (scultore)
Dioscoride (in greco antico: Διοσκουρίδης?, in latino Dioscurides) (fl. V secolo a.C.) fu uno scultore e intagliatore di gemme cilicio, vissuto a Roma nell'età augustea.

## Biografia
Probabilmente nativo della città greca di Aigai (oggi in Turchia), Dioscoride (o Dioscuride) fu tra i principali esponenti del movimento artistico denominato neoatticismo, consolidatosi a Roma durante l'impero di Augusto.
Oltre che di numerose copie di statue realizzate sui modelli della statuaria greca del V secolo a.C., secondo gli storici Plinio e Svetonio, Dioscuride fu l'autore del sigillo imperiale, recante l'effigie di Augusto, originale poi utilizzato per i numerosi ritratti su gemme dell'imperatore.
Tra le molte opere attribuite all'artista, occorre menzionare il Gran Cammeo di Parigi, custodito al Cabinet des médailles della Biblioteca nazionale di Francia, il Cammeo di Ermes del British Museum di Londra e la celebre Gemma augustea conservata al Kunsthistorisches Museum di Vienna.
Per quest'ultima opera è oggetto di una diatriba tra gli studiosi circa l'effettiva paternità. Molte, infatti, sono state le opere attribuite a Dioscuride nei secoli scorsi, successivamente riconosciute come esecuzioni di suoi discepoli, tra i quali Aspasio, o dei figli Eutiche, Erofilo e Illo, anch'essi valenti maestri dell'arte gliptica.